# Halictus mordacella
Halictus mordacella är en biart som beskrevs av Blüthgen 1929. Halictus mordacella ingår i släktet bandbin, och familjen vägbin. Inga underarter finns listade i Catalogue of Life.